# Waitangi (Isole Chatham)
Waitangi è la città principale delle Isole Chatham, a est della Nuova Zelanda. Ha una popolazione di poco meno di 200 persone, ossia un quarto della popolazione totale delle isole. 
A Waitangi è presente l'unico avamposto di polizia dell'isola, l'unica banca, l'unica scuola, nonché l’unico piccolo aeroporto dell’arcipelago. 
In compenso vi è una forte presenza di attrattive sportive, come campi da golf e da rugby; sprazzi di mondanità si manifestano con le feste organizzate dal comitato locale.